# الرماني (حبيش)

تعديل مصدري - تعديل

الرماني محلة تابعة لقرية الروسة، التابعة لعزلة العارضة بمديرية حبيش إحدى مديريات محافظة إب في الجمهورية اليمنية، بلغ تعداد سكانها 23 حسب تعداد اليمن لعام 2004.